# Радгоспный (Перевальский район)
Радгоспный (укр. Радгоспний; на русском языке Совхозный) / Селезнёвский (укр. Селезнівське) — посёлок, относится к Перевальскому району Луганской области Украины. Под контролем самопровозглашённой Луганской Народной Республики.

## География
Не путать с одноимённым населённым пунктом Радгоспным в Краснодонском районе Луганской области.
Соседние населённые пункты: сёла Уткино на юге, Адрианополь на западе, посёлки Ящиково на северо-западе, Селезнёвка на севере, сёла Городнее на северо-востоке, Баштевич на востоке.

## История
12 мая 2016 года Верховная Рада Украины переименовала посёлок в Селезнёвский в рамках кампании по декоммунизации на Украине. Переименование не было признано властями самопровозглашенной ЛНР.

## Население
Население по переписи 2001 года составляло 4 человека.

## Общие сведения
Почтовый индекс — 94331. Телефонный код — 6441. Занимает площадь 0,02 км². Код КОАТУУ — 4423656701.

## Местный совет
94331, Луганская область, Перевальский район, пос. Селезнёвка, ул. Чкалова, д. 15.